# Marcello Gandini
Marcello Gandini (Torino, 1938. augusztus 26. – 2024. március 13.) olasz formatervező, aki leginkább a Bertone tervezőiroda autós formatervezőjeként vált ismertté. Számtalan híres gépkocsit tervezett, köztük a Lamborghini Countachot. Giorgetto Giugiaróval és Leonardo Fioravantival a három nagy 1938-ban született formatervezőként emlegetik őket.

## Élete
Egy karmester gyermekeként született az észak-olasz Torinó városában. 

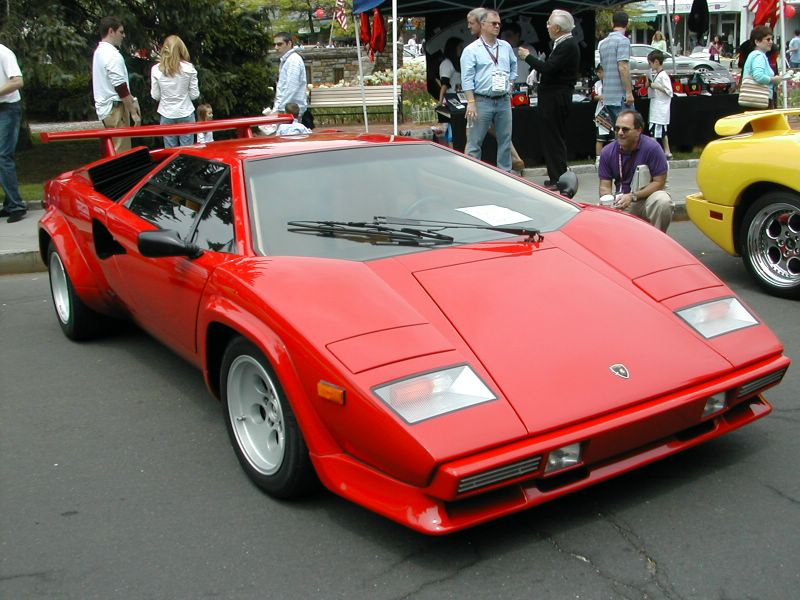
Lamborghini Countach LP500S

Legsikeresebb tervezői korszakát a Bertonénál töltötte, ahol számos autótípust öntött klasszikus formába. Nemcsak sportautókat, hanem olyan hétköznapibb használatú gépkocsikat is, mint a Citroën BX, az első generációs BMW 5-ös vagy éppen az Innocenti Mini. Olyan legendás prototípusok is kikerültek a tervezőasztaláról, mint az Alfa Romeo Carabo, ahol 1968-ban ő vezette be először a felfelé és előre nyíló ajtókat.
A Bertonét 1980-ban hagyta ott, azóta szabadúszó tervező volt. Bár leginkább autótervezőként ismert, másfajta tervezéssel is foglalkozik, tervezett már épületbelsőt, de helikoptert is.

## Legismertebb munkái
- Alfa Romeo Montreal
- Alfa Romeo 33 Carabo
- BMW 5-ös sorozat (első generáció)
- Bugatti EB110
- Citroën BX
- Cizeta Moroder V16T
- De Tomaso Pantera 90 Si
- Ferrari Dino 308GT4
- Fiat 132
- Fiat X1/9
- Iso Lele
- Lamborghini Countach
- Lamborghini Diablo
- Lamborghini Espada
- Lamborghini Jarama
- Lamborghini Miura
- Lamborghini Urraco
- Lancia Stratos
- Maserati Khamsin
- Maserati Ghibli

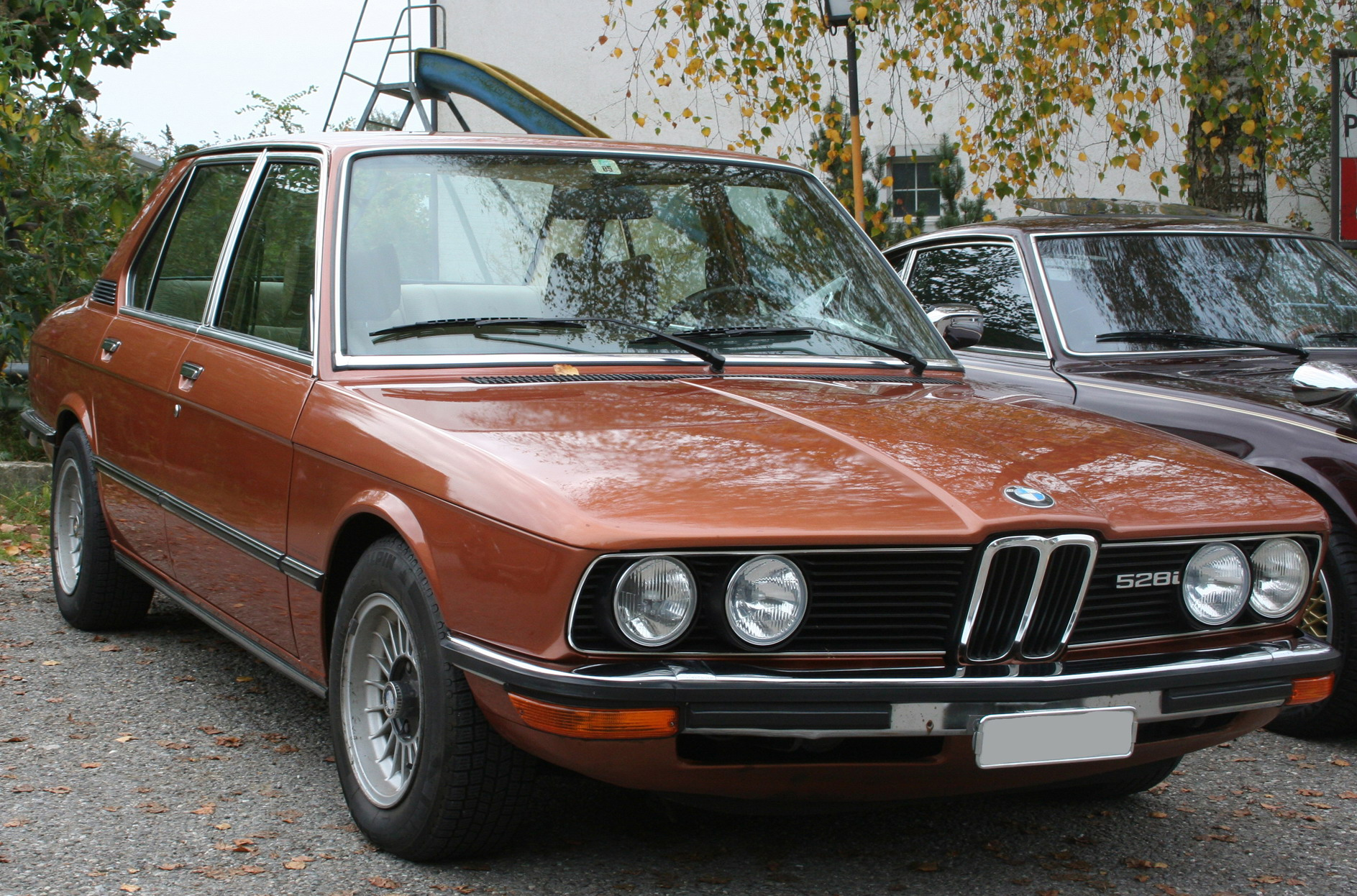
BMW 5-ös sorozat (első generáció)

- Maserati Quattroporte IV (1994–2001)
- Maserati Shamal
- De Tomaso Biguà, Qvale, and Mangusta